# Marina Janicke
Marina Janicke (Berlino Est, 19 giugno 1954) è un'ex tuffatrice tedesca orientale.

## Carriera
Specializzata sia nella piattaforma che nel trampolino, in carriera ha vinto due medaglie alle Olimpiadi di Monaco di Baviera 1972. Vanta anche un bronzo mondiale e due argenti europei.

## Palmarès
- Giochi olimpici

Monaco 1972: bronzo nella piattaforma 10 m e nel trampolino 3 m.
- Mondiali

Belgrado 1973: bronzo nel trampolino 3 m.
- Europei

Barcellona 1970: argento nella piattaforma 10 m e nel trampolino 3 m.